# 덕암초등학교 (경기)
덕암초등학교는 대한민국 경기도 파주시에 있는 공립 초등학교이다.

## 학교 연혁
- 1966. 11. 16 봉일천초등학교 뇌조분교로 개교
- 1969. 03. 01 덕암국민학교로 승격
- 1969. 09. 01 초대 황정로 교장 취임
- 1985. 02. 04 병설 유치원 개원
- 1991. 11. 05 본관 교사 8개 교실 개축
- 1996. 03. 01 덕암초등학교로 교명 변경
- 2009. 03. 01 도지정 돌아오는 농촌학교 운영교(6년차)
- 2009. 09. 01 경기도교육청 교원능력개발평가 선도학교 운영
- 2012. 04. 23 교실증축 공사(2실)
- 2014. 03. 01 제15대 최태경 교장선생님 취임
- 2015. 02. 13 제45회 졸업식 (졸업생 총 1542명)
- 2016. 03. 01 제 16대 강승오 교장선생님 취임

## 참고 자료
- 덕암초등학교 - 한국교육학술정보원 학교알리미